# Schöndorf (bei Schleiz)
Schöndorf ist eine Gemeinde im thüringischen Saale-Orla-Kreis. Sie gehört zur Verwaltungsgemeinschaft Ranis-Ziegenrück.

## Geographie
Schöndorf liegt östlich der Stadt Ziegenrück und westlich der Stadt Schleiz im Schleizer Oberland im Südostthüringer Schiefergebirge. Eine Ortsverbindungsstraße hat Anschluss an die Landesstraße 2350.

## Geschichte

### Geschichte des Ortes Schöndorf
Der Ort gehörte bis 1815 zum kursächsischen Amt Ziegenrück und kam nach dessen auf dem Wiener Kongress beschlossenen Abtretung mit dem Großteil des Neustädter Kreises zum Großherzogtum Sachsen-Weimar-Eisenach.

### Geschichte der politischen Gemeinde Schöndorf
Am 1. Juli 1979 wurden die drei Orte Schöndorf (1378), Tausa (1378) und Külmla (1378) zur politischen Gemeinde Schöndorf zusammengelegt. In Klammern ist die urkundliche Ersterwähnung.
Im Jahr 2004 bekam die Gemeinde ihr heutiges Wappen.
Seit dem 9. März 1995 gehört die Gemeinde der Verwaltungsgemeinschaft Ranis-Ziegenrück an, die für die Gemeinde die Verwaltungsaufgaben übernommen hat.

### Kirche

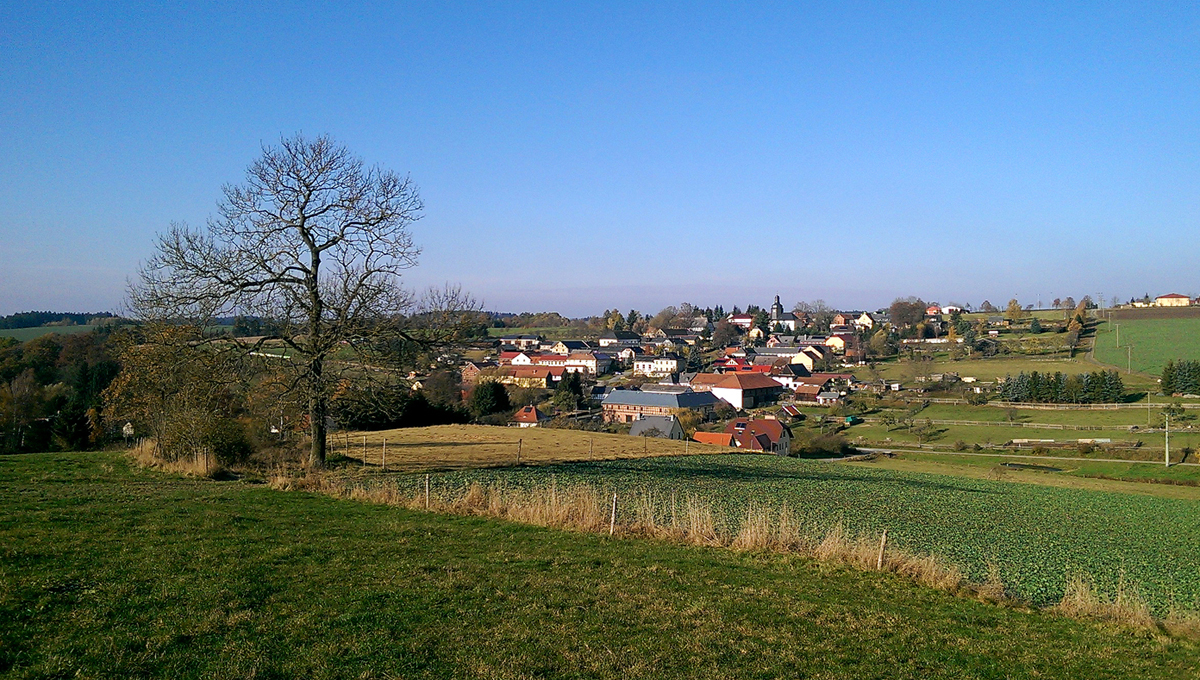
Blick auf Schöndorf vom gegenüberliegenden Tafelberg aus.

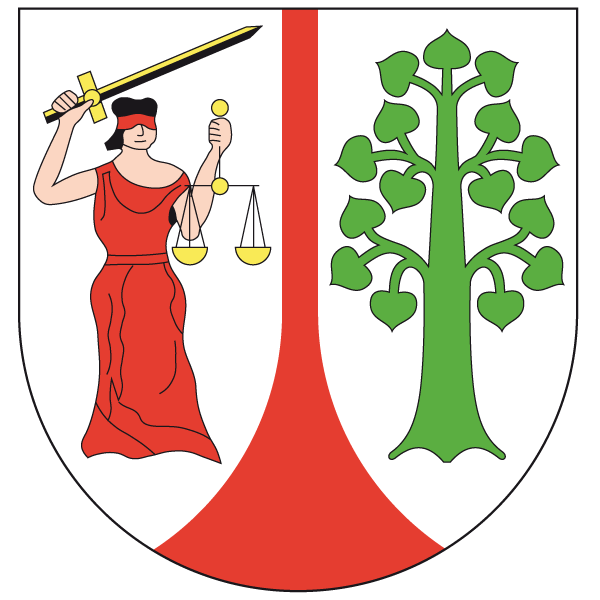
Das Wappen der Gemeinde Schöndorf

- St. Johannes (Schöndorf (bei Schleiz))

### Einwohnerentwicklung
Entwicklung der Einwohnerzahl (Stand jeweils 31. Dezember):
| - 1994: 341 - 1995: 341 - 1996: 327 - 1997: 333 - 1998: 347 - 1999: 344 - 2000: 337 | - 2001: 327 - 2002: 322 - 2003: 312 - 2004: 308 - 2005: 299 - 2006: 301 - 2007: 298 | - 2008: 295 - 2009: 292 - 2010: 290 - 2011: 293 - 2012: 298 - 2013: 290 - 2014: 279 | - 2015: 275 - 2016: 276 - 2017: 274 - 2018: 276 - 2019: 270 - 2020: 267 - 2021: 256 | - 2022: 258 - 2023: 261 - 2024: 263 |

Datenquelle: Thüringer Landesamt für Statistik

## Denkmale
Auf dem Friedhof von Schöndorf erinnert das Grabdenkmal eines umgekommenen Zwangsarbeiters aus Polen daran, dass hier und in Külmla während des Zweiten Weltkrieges Zwangsarbeiter eingesetzt waren: bei Bauern und auf dem Hof des Gutsbesitzers Golle in Külmla, wo auch Kinder zu Zwangsarbeit verpflichtet wurden.
An der Kirche ist eine Tafel angebracht, die an alle Gefallenen der drei Dörfer Schöndorf, Tausa und Külmla während des Zweiten Weltkrieges erinnert, sie sind dort alle aufgelistet.
Am Südeingang des Friedhofes befindet sich das Denkmal für die Gefallenen des Ersten Weltkrieges. Es trägt die Inschrift „unsere Helden“ und darunter sind alle Gefallenen des Dorfes Schöndorf mit Todesdatum aufgeführt.

## Wappen
Nach der Zusammenlegung der Orte Külmla, Schöndorf und Tausa zur Gemeinde Schöndorf benutzte diese ein rundes Siegel mit einem Lindenbaum in der Mitte und Getreideähren jeweils rechts und links.
Im Jahr 2003 beschloss die Gemeinde ein neues Wappen für die Gemeinde zu entwerfen und rief einen Wettbewerb zur Einreichung von Vorschlägen aus. Der Entwurf von Sven Samesch wurde ausgewählt. Das Wappen wurde am 13. Juni 2003 während der 625-Jahr-Feier der Öffentlichkeit vorgestellt und noch im selben Jahr offiziell eingeführt.
Das Wappen fügt Elemente des alten Wappens zu einem neuen zusammen. Die silberne Tinktur mit dem roten Pfahl ist aus dem Tausaer Wappen entnommen, es steht für die drei Güter die Tausa einst besessen hat. Die Justitia auf der rechten Seite ist dem Külmlaer Wappen entnommen, sie steht für die Gerichtsbarkeit, welche die Gutsbesitzer von Külmla, die Herren von Obernitz, innehatten. Der Laubbaum ist dem Schöndorfer Wappen entnommen worden. Es ist ein Lindenbaum und steht für das dörfliche Leben, genauso wie die grüne Farbe des Baumes.